# Maruja Garrido
María Garrido Fernández (Caravaca de la Cruz, 16 de desembre de 1942) és una cantant espanyola, coneguda artísticament com a Maruja Garrido.

## Trajectòria artística
Filla del cantaor de Cartagena Niño de Levante, Maruja Garrido va néixer a Caravaca, on va passar la seva infantesa. També va viure als Cuartitos de San Antón, el barri del seu pare a Cartagena. El 1959 i 1960 va formar part en l'espectacle Los Joselitos del Cante. Aviat es va traslladar a Madrid, on va debutar al Corral de la Morería el 1958, i va actuar al Cine Carretas i a l'espectacle de Rafael Farina.
Va formar el duo Les Cartageneras amb la seva germana Pepa, amb qui va gravar tres discos entre 1964 i 1965. Interpretaven entre altres la rumba flamenca "La barca", els tanguillos de Cadis "Con el sombrero en la mano", “Galopera” i el bolero "A boda tocando están".
La cantant es va traslladar a Barcelona, i va actuar al tablao Los Tarantos a partir de 1965. Allí va coincidir, entre d'altres, amb Antonio Gades. El 1966 va publicar el seu primer disc EP com a Maruja Garrido: La voz de fuego. Va ser nomenada per l'Associació de Premsa de la Regió de Múrcia "Llorer de Múrcia" el 1968. El seu marit va ser Juan Roselló, de Caldes de Malavella, empresari i propietari del Jamboree i Los Tarantos de la plaça Reial de Barcelona. En aquell ambient el pare de Maruja Garrido havia provat sort diverses dècades abans com a cantaor i la va trobar al costat de Carmen Amaya, va participar com a cantant a la pel·lícula María de la O i en molts espectacles de la balladora catalana. Maruja Garrido va gravar en aquells anys vuit discos de rumba amb la discogràfica Belter, compaginava actuacions a la sala de Los Tarantos amb gales i concerts. Poc després va arribar París, primer un concert, i després li van oferir un contracte d'un mes en l'Olympia.
El 1970 va publicar el senzill "Es mi hombre" (Mon homme), editat a França per Odeon el 1971, mentre que la cara B estava formada per "Esperaré" d'Armando Manzanero. Maruja Garrido va tenir gran popularitat amb el videoclip de "Es mi hombre" protagonitzat al costat de Salvador Dalí. Va ser una de les actuacions que van configurar l'especial musical A la española que es va gravar a Barcelona el 1971 i que va ser produït i dirigit per Valeriu Lazarov i que va presentar Joaquín Prat. En aquest programa apareix el mateix Dalí al costat de la cantant Maruja Garrido, considerada la seva "musa rumbera". Va actuar a l'Olympia i el 1974 es va editar el disc En el Olympia de París, presentada por Salvador Dalí".
El 2015 va publicar el disc El duende, la luz y la noche al costat de Lita Claver i Chacho, produïts per Antoni Carbonell "Sicus". La ciutat natal de Caravaca de la Cruz li va dedicar una avinguda que porta el seu nom.

## Discografia
Àlbums d'estudi
- Maruja Garrido (1968).
- En directo desde el Tablao Los Tarantos (1970).
- El incomparable estilo de Maruja Garrido (1970).
- Vendaval (1973).
- En el Olympia de París (presentada per Salvador Dalí) (1974).
- Al Che Guevara (1978).
- Los Tarantos - 20 aniversario (1983).
- Rumbacalí - El duende, la luz y la noche (amb La Maña i Chacho) (2015).